# Nacella deaurata
Nacella deaurata, conocida comúnmente como lapa baja o lapa de cobre patagónica, es una especie de molusco gasterópodo de la familia Nacellidae.

## Distribución geográfica
Habita desde el sur de la provincia de Buenos Aires, a lo largo de toda la costa patagónica argentina hasta Tierra del Fuego, y por el Pacífico, desde el sur de Chile hasta el archipiélago de Chiloé.
Se las encuentra en el intermareal inferior y submareal superior de costas rocosas o de fondo duro, con algunas variaciones según la zona. En la ría Deseado (provincia de Santa Cruz), se la registró principalmente en el mesolitoral inferior, mientras que el canal Beagle (Tierra del Fuego) se halla en el horizonte mesolitoral inferior y el infralitoral superior.

## Descripción
La concha es cónica y baja, y alcanza una longitud máxima de hasta unos 50 mm de largo. Es relativamente alta, en general gruesa, y presenta el ápex en posición anterior y curvado hacia delante, central o subcentral. La superficie externa es opaca, de color pardo grisáceo. Presenta la escultura compuesta por costillas radiales gruesas, rugosas o escamadas por la intersección con las líneas de crecimiento.
Según estudios realizados en el canal Beagle, el alto, el ancho y el volumen interno de las conchas de Nacella deaurata varían según las influencias del ambiente en el que se desarrollan. De esta forma, se comprobó que aquellos individuos que viven en costas expuestas a olas fuertes desarrollan conchas más altas y gruesas, producto de una relación con una mayor fuerza de agarre al sustrato.
La abertura oval es redondeada, en general algo más angosta anteriormente. En la parte interna, la concha tiene el borde inferior marrón oscuro, mientras que el resto es nacarado, de color gris plateado con bandas de color pardo rojizo o broncíneas, que se corresponden con las costillas. Mientras que el área central es de color pardo rojizo o broncíneo.
En cuanto a las partes blandas, la parte ventral del pie es de color gris verdoso. El borde del manto es grueso y de color crema. A su vez, los tentáculos se disponen en series alternando tres tentáculos cortos de color blanco y uno largo de color negro.
Las conchas de Nacella deaurata pueden ser confundida con N. magellanica, ya que son similares, pero esta especie se diferencia por poseer un contorno algo más ovalado, ser más baja y por poseer el umbo desplazado hacia adelante.